# Gudrun Schyman
Gudrun Schyman (ur. 9 czerwca 1948 w Täby) – szwedzka polityk, działaczka feministyczna, parlamentarzystka, w latach 1993–2003 przewodnicząca Partii Lewicy.

## Życiorys
Z zawodu pracownik socjalny, kształciła się w Socialhögskolan w ramach Uniwersytetu w Sztokholmie. Działała w partii komunistycznej przemianowanej w 1990 w Partię Lewicy. W 1988 po raz pierwszy uzyskała mandat posłanki do Riksdagu. Z powodzeniem ubiegała się o reelekcję w 1991, 1994, 1998 i 2002, zasiadając w szwedzkim parlamencie do 2006.
W latach 1993–2003 pełniła funkcję przewodniczącej swojego ugrupowania. Zrezygnowała z niej, gdy ujawniono nieprawidłowości w jej zeznaniach podatkowych. W 2004 opuściła Partię Lewicy, deklarując zamiar zaangażowania się w działalność feministyczną. W 2005 była inicjatorką powołania Inicjatywy Feministycznej, pozostając od tego czasu liderką tego ugrupowania.
Wiosną 2010 brała udział w piątej edycji programu TV4 Let’s Dance. Jej partnerem tanecznym był Björn Törnblom, z którym odpadła w ósmym odcinku, zajmując szóste miejsce.